# Баладор (Удине)
Баладор је насеље у Италији у округу Удине, региону Фурланија-Јулијска крајина.
Према процени из 2011. у насељу је живело 25 становника. Насеље се налази на надморској висини од 444 м.